# Rohrbrunn (Gemeinde Deutsch Kaltenbrunn)

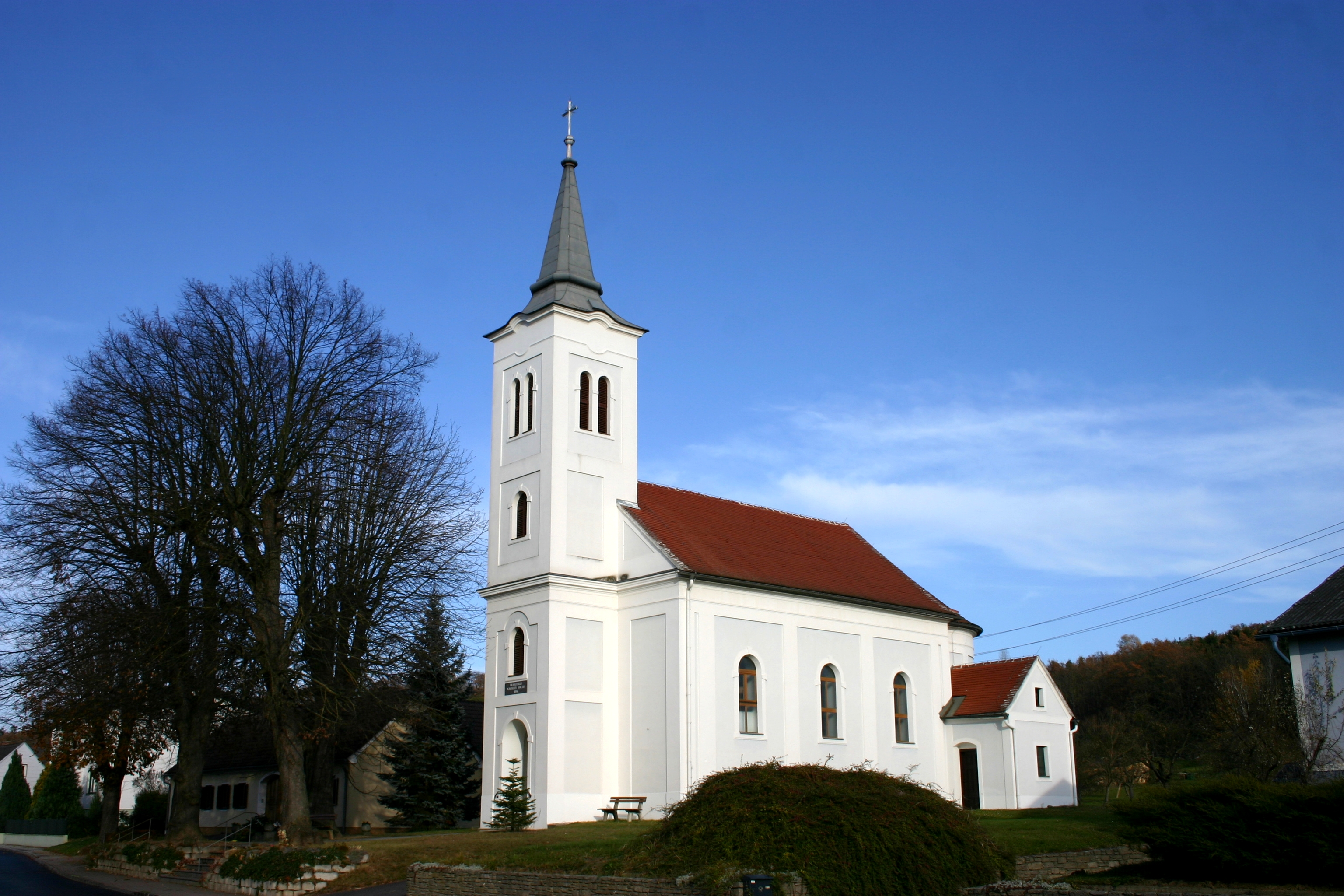
Katholische Filialkirche hl. Franz Xaver in Rohrbrunn

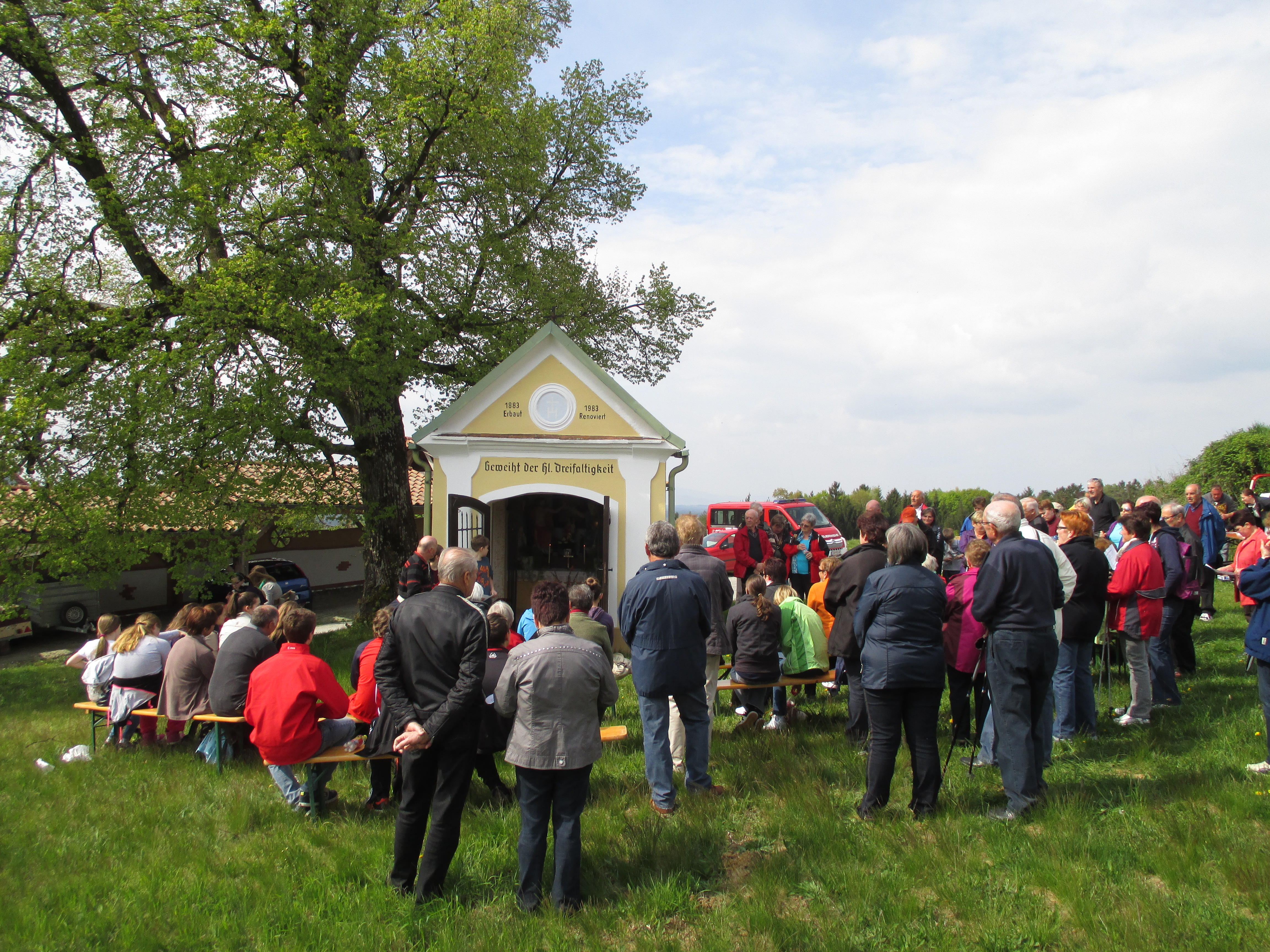
Bergkapelle in Untererlau

Rohrbrunn ist ein Ort in der Marktgemeinde Deutsch Kaltenbrunn im Bezirk Jennersdorf im Burgenland und hat 545 Einwohner (Stand 1. Jänner 2024).  Der ungarische Name lautet Nádkút.

## Geografie
Die Ortschaft Rohrbrunn im Lafnitztal gliedert sich in die Ortslagen Mittererlau, Obererlau, Raber, Rohrbrunn-Berg und Untererlau. 

## Geschichte
Urkundlich wurde der Ort 1427 genannt. 

## Bebauung
Die Angerdorf Rohrbrunn hat eine unklare Angerform. Später entstand eine Zeilendorf-ähnliche Zusiedlung längs der Straße nach Süden. Es gibt Streck- und Dreiseithöfe, vereinzelt mit Hoflauben.

## Kultur und Sehenswürdigkeiten
- Katholische Filialkirche hl. Franz Xaver
- Kastell, südlich vom Ort, an der Grenze zur Steiermark
- Bergkapelle in Unterellau
- Kapellenbildstöcke und Wegkreuze in der Umgebung
- Kriegerdenkmal
- Pilgerkreuz
- Wegkreuz

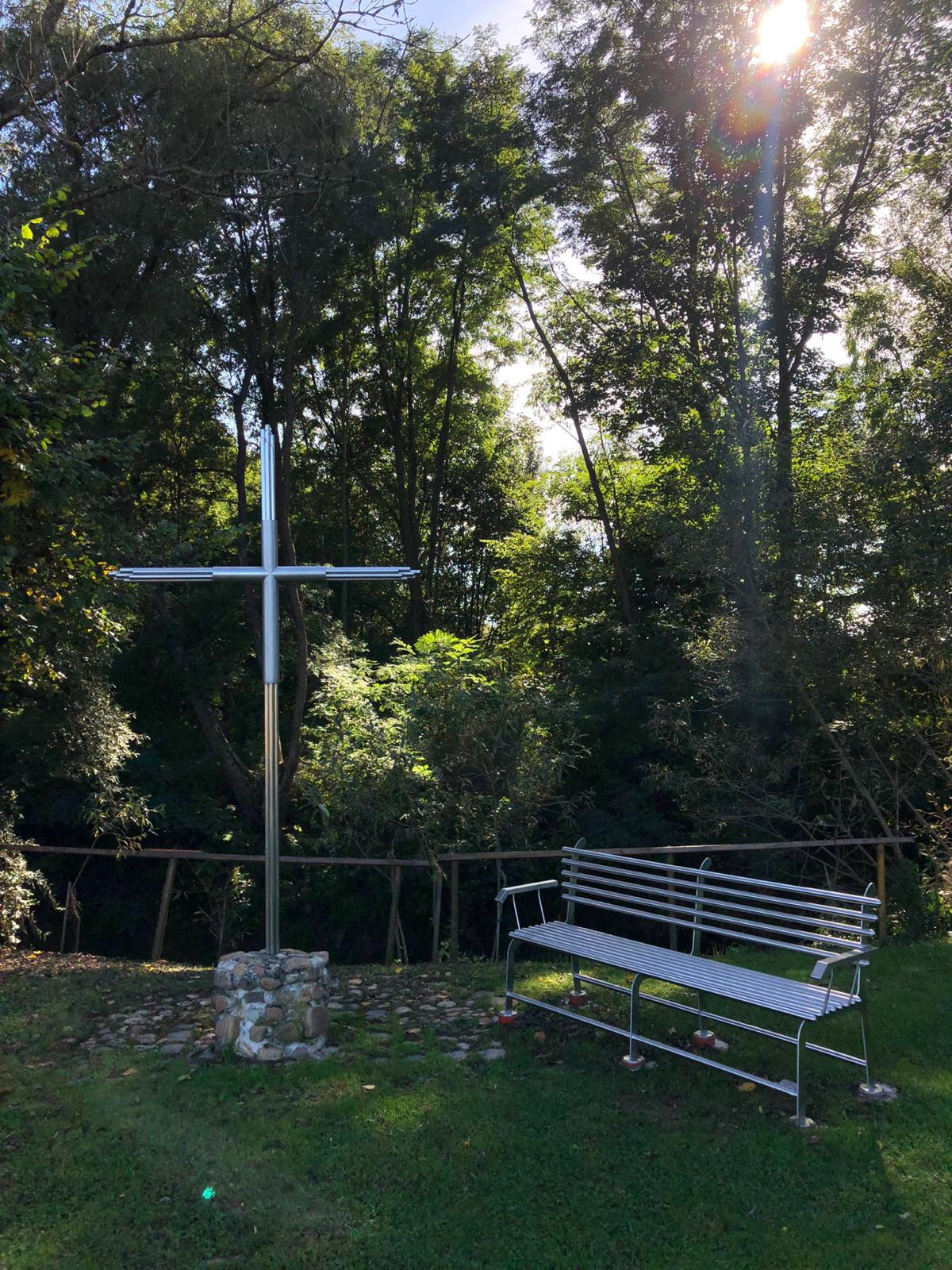
Pilgerkreuz an der Lafnitz in Rohrbrunn
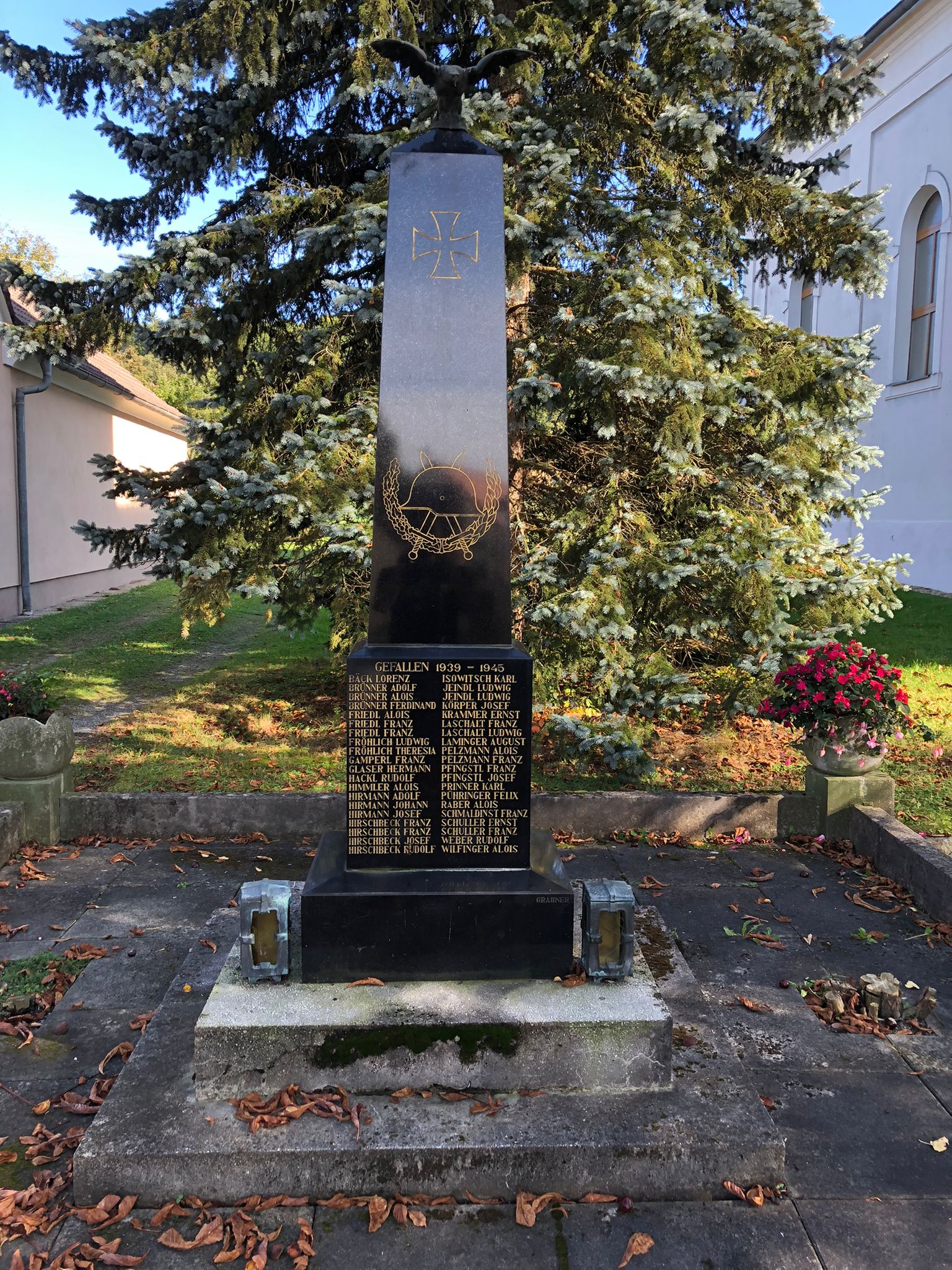
Kriegerdenkmal neben der katholischen Kirche in Rohrbrunn
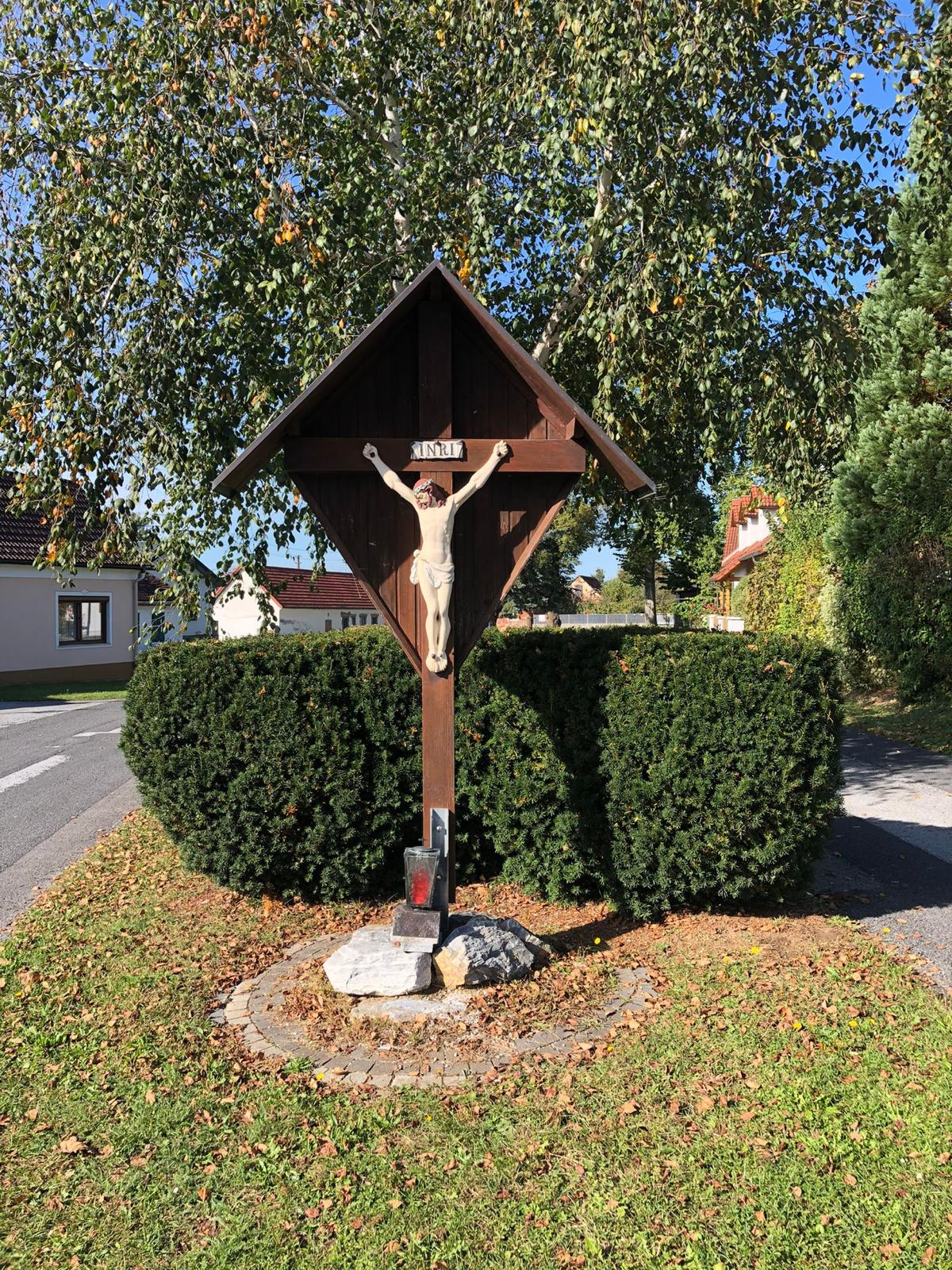
Wegkreuz in Rohrbrunn